# Zaštita šuma
Zaštita šuma je zaštita šumskog bogatstva, njegovog produktivnog tijeka i njegovih produkata od raznih smetnji i gubitaka. Zadaća je zaštite šume ispitati sve štete u šumi, naći sredstva zaštite protiv šteta, naći sredstva suzbijanja svih opasnosti, koje prijete šumi i naći načine gospodarenja, da se zaštiti šuma.
U šumi ima velik broj čimbenika, koji štetno djeluju na šumu. Dijele se na biotske i abiotske. Biotski su štetno djelovanje čovjeka, životinja i biljaka. U štetno djelovanje čovjeka ubraja se: loše gospodarenje, krađa, bespravna sječa, pustošenje, oštećenje, zagađenje industrije, prometa, šteta zbog vojske i ratova te dr. Od životinja štete ponajviše kukci štetnici, zatim miševi i voluharice te domaća stoka i divljač. Šteta ovisi o brojnosti populacije. Štetno djeluju i fitopatogene gljive, šumski korov, parazitske cvjetnice (imela), lišaji, fitopatogene bakterije i virusi. Abiotski štetni čimbenici su: oštećenja tla (erozija, klizanje, ispiranje, živi pijesak itd.), šteta od atmosferskog utjecaja (suša, mraz, snjegolomi, vjetrolomi, lavina, tuča, grom, oluja itd.), šumski požari i sl. Svi ovi uzročnici ne čine podjednaku štetu. Ponekad je šteta zanemariva. Opasno je kada ozbiljno narušavaju strukturu i stabilnost šume. Zaštita šuma obično se provodi, kada je ugroženo šumarsko gospodarenje, kada postoji prijetnja korištenju vrijednih šumskih proizvoda.
Manji intenzitet napada npr. štetnih kukaca naziva se kalamitet, a veći katastrofa. Šteta se može javljati redovito, povremeno, na velikim ili na ograničenim malim površinama. Pojedinci štetnici napadaju samo određenu vrstu drveća, a neki veći broj vrsta. Postoje štetnici koji napadaju samo stara i već bolesna stabla. Neke su bolesti jako smanjile populacije pojedinih vrsta drveća, jer za njih nije pronađena adekvatna zaštita npr. holandska bolest brijesta ili rak kore pitomog kestena. 
Zaštita šuma bavi se dijagnozom štete, utvrđivanjem svih uzročnika nastale štete. Traže se slabe točke uzročnika štete, kako bi ga se suzbilo. Utvrđuju se mjere preventivne zaštite i suzbijanja npr. grade se protupožarne ceste i postavljaju osmatračnice za praćenje pojave šumskih požara. Određuje se hitnost pojedinih mjera.
Zaštita šuma razvila se kao znanost i potreba, kada se u 18. stoljeću pojavio strah od nestajanja šuma, zbog prekomjernog iskorištavanja šuma i pojave velikih oštećenja od štetnih kukaca, patogenih gljiva i požara.